# Deepwater Nautilus (schip, 2000)
De Deepwater Nautilus is een halfafzinkbaar boorplatform dat in 2000 werd gebouwd door Hyundai Heavy Industries voor Reading & Bates Falcon. Het RBS-8M-ontwerp bestaat uit twee parallelle pontons met elk twee kolommen met daarop het werkdek. De M staat daarbij voor Mooring, aangezien het is uitgerust met een ankersysteem. De Deepwater Horizon was van het hetzelfde ontwerp, maar dan RBS-8D en uitgerust met een dynamisch positioneringssysteem.

## RBS-8-serie
| Naam               | Werf                         | Jaar             | IMO-nummer |
| ------------------ | ---------------------------- | ---------------- | ---------- |
| Deepwater Nautilus | Hyundai Heavy Industries, 89 | 15 januari 2000  | 8764781    |
| Deepwater Horizon  | Hyundai Heavy Industries,    | 23 februari 2001 | 8764597    |